# Kőrösy Mihály
Kőrösy Mihály (? – Debrecen, 1775) magyar református lelkész, egyházi író.

## Élete
Debrecenben tanult, ahol 1721. január 28-án lépett a felső osztályba, 1731. április 5-től főiskolai senior, 1733-ban az utrechti egyetem hallgatója volt. 1735-ben Debrecenben a kórházban lett pap; 1756-ban lemondott lelkészi hivataláról és 1763-ig visszavonultan élt Debrecenben; 1754 és 1757 között egyházmegyei jegyző is volt. 1763. május 17-én Nádudvarra ment papnak, 1770. március 7-én ismét lemondott papságáról és Debrecenben élt; április 25-én másodszor választották meg egyházmegyei jegyzőnek. 1772. április 28-án prosenior, június 16-án esperes lett. 1772. október 29-én a debreceni tanárok fizetésének alapjára 166 forint 40 krajcárt, az alumnus deákok alapja javára 1500 rhénes forintot ajándékozott. Könyvtárát is a collegiumra hagyta.

## Művei
- 1. Dispuatio theologica prior ad Psalmum 121. Ultrajecti, 1733.
- 2. Az uj testamentomra mutató tábla. Mellyben: az uj testamentomi irásokban meg-írtt dolgok, és nevezetes szók sok helyeken egész mondásokkal is ABC-ének rendi szerént el-intéztetvén, feltaláltatnak. Debreczen, 1739. (2. kiadás nagyobb alakban. Uo. 1773.)
- 3. Magyar Concordántzia avagy az ó és uj testamentomra mutató tábla, melyben az ó és uj testamentomi irásokban meg írt dolgok és nevezetes szók, sok helyeken egész mondásokkal is az ABC-nek rendi szerént fel-találtatnak. Irta nemzete javára ... Most pedig az ó testamentomi részét az auctornak tulajdon keze írásából, az uj testámentomit a másod ízben ki-jött megjobbíttatott nyomtatásból, mind a két testamentomból kiszedegetett articulusoknak megbővítésekkel, számtalan sok hibáknak meg-jobbításokkal és igen sok uj articulusoknak hozzá adásokkal, azon egy A-B-C-e rendibe szerkesztetve, a maga költségén kiadta Szerentsi Nagy István. Győr, 1788. Két kötet. (Végén: Az ó és uj testamentom példás idegen nevezeteinek magyarázatja, melyet a megholt kiadónak még életében készített, annak kedves barátja Perlaki Dávid.)

Kéziratban maradt: A Libertinusok theologiája 1762., a megbocsátásróli dissertatióval, 4rét kötet (a debreceni református főiskola könyvtárában).